# Elecciones presidenciales de Estados Unidos de 2016 en Arizona
Las Elecciones presidenciales de Estados Unidos en Arizona de 2016 se celebraron el 8 de noviembre de 2016, como parte de las elecciones presidenciales de los Estados Unidos de 2016 en las que participaron los 50 estados más el Distrito de Columbia. Los votantes de Arizona eligieron a los electores para representarlos en el Colegio Electoral a través de una votación popular que enfrentó al nominado del Partido Republicano, al empresario Donald Trump y al gobernador de Indiana Mike Pence contra la nominada del Partido Demócrata, la ex secretaria de Estado Hillary Clinton y su compañera, el senador de Virginia. Tim Kaine.